# 碳交易

全球主要碳排放交易的價格（單位：歐元/每噸二氧化碳）走勢圖（2008年起至2023年2月）。

碳排放交易（英語：Carbon emission trading，也稱為排放交易計畫（emission trading scheme，ETS），或是限額與交易計畫（cap and trade））是針對二氧化碳（CO2）和其他溫室氣體（GHG）而設計的排放權交易計畫。這是碳定價的一種形式。目的是透過創造一個有限度排放配額的市場來進行氣候變化緩解。實施後可降低化石燃料的競爭力，並加速對低碳電力如風能發電和太陽能光電等的投資。燃燒化石燃料是氣候變化的主要驅動因素，佔所有二氧化碳排放量的89%，和所有溫室氣體排放量的68%。:12
碳排放交易的運作原理是對所有排放者產生的數量設下數量限制。因此交易價格會依達成目標的程度而自動調整。此做法與固定式的碳稅相比，是種重要優勢。在排放交易下，如果排放量超過其配額，排放者必須購入排放更多數量的權利。排放量低於其配額的，可將多餘的排放權出售給需要者。因此排放者將會優先採用最具成本效益的減排方法。碳排放交易和碳稅兩項是各國為實現《巴黎協定》其所提國家自定貢獻承諾的常用手段。
碳排放交易計畫已在歐盟、中國和其他國家實施。然而這類做法通常與任何確定的碳預算並不一致，碳預算是保持全球升溫目標（相對於第一次工業革命之前的平均氣溫）低於1.5°C或是"遠低於"2°C臨界閾值所必需。現有的碳排放交易僅涵蓋有限度的範圍。 歐盟排放交易體系（EU-ETS）的重點是針對工業和大型發電廠，而將針對交通和私人消費限制計劃的引入交由成員國自行決定。計畫中的交易單位為二氧化碳當量公噸，但通常由農業產生的甲烷 (CH4) 或一氧化二氮 (N2O) 等強效溫室氣體並未納入。除此之外，由於目前配額數量過剩導而致價格低廉，對燃燒化石燃料幾乎未產生影響。排放配額 (emission trade allowance，ETA) 的價格範圍很廣，以2021年9月為例，從中國新的國家碳交易所的7歐元/噸二氧化碳到EU-ETS的63歐元/噸二氧化碳。由最新的碳的社會成本模型計算而得，每噸二氧化碳排放造成的經濟反饋和全球GDP成長率下降，損失超過3,000美元，而各國政策建議的價格範圍只約為50至200美元。

## 市場機制概述
氣候變化帶來經濟問題，而溫室氣體排放者並未為其造成的成本承擔責任。這類成本統稱為外部性成本，而外部性成本會影響他人的福祉。就氣候變化而言，溫室氣體排放正影響人們現在的，也會影響其未來的福祉，並對自然環境產生不良影響。碳的社會成本取決於排放在未來的發展而定。而透過排放交易的動態價格模式可對此予以處理。
溫室氣體排放交易計劃即為透過建立大氣層產權來運作。大氣是全球的公共財，溫室氣體排放是國際上的外部性。所有排放來源的數量構成大氣中溫室氣體的總存量。在"限額與交易"計畫中，先將排放來源數量設下限制（上限），然後以許可的形式分配給排放者。透過將實際排放量與購入或出售的許可間進行比較，以確定合規。維持環境完整性取決於上限的設定，而非由於允許交易而定。
對於溫室氣體受到監管的交易，一單位排放許可被視為相當於一噸二氧化碳排放量。其他形式的排放許可包括有碳抵銷與碳信用、京都議定書單位、和核證減排單位 (CER)。這些許可可私下轉讓，也可在國際市場上以時價出售。這些交易和結算是國際性的，因此許可可在國家之間移轉。每筆國際轉讓均經過聯合國氣候變化綱要公約 (UNFCCC) 的驗證。歐盟內部的每筆所有權轉讓均需經過歐盟執行委員會驗證。
EU-ETS等排放交易計畫透過允許私人許可交易，作為對《京都議定書》中規定的國與國之間的交易的補充。根據此類計劃（通常與《京都議定書》框架內規定的國家排放目標作協調），國家或國際當局根據既定標準向各個企業分配許可，以期符合國家和/或地區於《京都議定書》的要求，以消耗最低的總體經濟成本為目標。
其他溫室氣體也可進行交易，但以二氧化碳的全球暖化潛勢（GWP）標準倍數報價。這些功能可將配額對企業的財務影響降低，同時確保配額能符合國家和國際層面上的要求。
進行與UNFCCC相關碳信用交易的交易所有歐洲氣候交易所、納斯達克OMX歐洲商品交易所
、PowerNext、布拉迪斯拉發商品交易所和歐洲能源交易所。芝加哥氣候交易所於2010年退出。納斯達克OMX歐洲商品交易所推出一份名為"認證減排量"的清潔發展機制碳專案產生的抵消權交易合約。目前已有許多企業都參與碳減排、碳抵銷和碳封存計劃，以產生可在交易所中出售的權利。 目前至少有一名為CantorCO2e的私人電子交易市場於2008年建立。布拉迪斯拉發商品交易所的碳信用額在名為Carbon place的特殊平台上進行交易。有不同提議將不同市場的系統作連結（經由國際碳行動夥伴關係(ICAP) 居中協調）也被提出。

## 經濟學

### 效率與公平性
為達成分析的目的，可將效率（以最低成本實現給定目標）和公平性兩者分開看待。經濟學家普遍認為要有效監管排放，所有污染排放者都需要承擔其行為的全部成本（即承擔其行為的全部邊際社會成本）。僅適用於某一經濟部門或地區的排放監管會大幅降低全球減排工作的效率。然而對於如何將緩解未來氣候變化的成本和收益分攤，或將任何未來氣候變化調適的成本和收益分攤（參見氣候變化經濟分析），尚未有共識達成。

### 碳洩漏
國家碳排放交易體系只能規範設有此規定國境之內的排放量。而在此情況下，溫室氣體排放可能會"洩漏"（碳洩漏），由監管較嚴格的地區或部門轉移進入監管較少的去排放。洩漏可能是正向，而可能會抵消國内減排政策的部分成效。洩漏也可能是負向，而提高國內減排工作的成效。例如僅對已開發國家徵收碳稅可能會導致它們將生產活動移往開發中國家，而造成對後者的正向洩漏。然而，由於國內監管，而驅動技術發展，也可能出現負向洩漏。即使在監管較少的地區，減排技術發展之後也有助於減少排放。

### 競爭風險
因應碳洩漏的一種方法是為易受國際競爭影響的部門提供免費排放許可。這種做法是對相關部門的補貼。由澳大利亞經濟學教授羅斯·加諾特發表的《加諾特氣候變化評論》中反對提供免費許可，因他認為沒有任何情況可合理化這種做法，且政府可利用拍賣許可的收入更透明地處理市場失靈或是補償損失。然而有種經濟上有效的選項 - 邊界調整。邊境調整是對來自監管較少的國家的進口商品徵收關稅。而邊境調整有個問題，是它們可能被用來當作貿易保護主義的幌子。某些類型的邊界調整也可能無法防止排放洩漏。

### 頒發許可：祖父條款方式相對於拍賣方式
有兩種主要方式將可交易排放許可發放給交易體系內的企業： 向現有排放者免費分配許可或是透過拍賣的方式以分配。根據過去的排放量分配許可被稱為"祖父條款"。祖父條款許可就像出售（拍賣）許可的選擇一樣，設定有排放價格，可給受排污許可約束的的污染者減少排放的動機。然而祖父條款許可能會導致悖謬誘因發生，例如一家預定大幅減排的公司未來將獲得更少的排放許可。而此種分配也可能減緩降低污染技術的進展。《加諾特氣候變化評論》指出祖父條款許可並非"免費"。由於許可的數量有限，它們具有價值，收益完全由排放者享得。成本被強加在經濟中的其他地方，通常是那些無法再將其轉嫁的消費者。當拿到新的無償排放許可，追求利潤最大化的公司會因應排放成本增加而提高對客戶的價格。
"祖父條款"的第二種做法是根據當前經濟產品生產而非歷史排放量進行分配。政府在這種分配方法中將為每種被認為具有充分貿易暴露的商品設定排放基準，並依該商品的產量分配給相關企業。然而按產量比例分配許可，隱含有補貼的內涵。《加諾特氣候變化評論》指出，任何免費許可分配法都存在複雜性高、交易成本高、基於價值的判斷以及採隨意排放基線等缺點。
而在另一方面，拍賣法可為政府取得收入，而用於資助低碳投資，也可用於削減扭曲性稅負。因此拍賣法會比分配法更為有效及公平。評論表示隨著政府保留對許可收入的控制權，全面拍賣將提供更大的透明度和問責效力，並能降低實施和交易的成本。
循環使用拍賣許可收入可抵消限額與交易計劃產生的社會經濟成本中的很大部分。研究人員Kerr和Cramton（1998年）指出拍賣許可除能降低稅負扭曲之外，在分配成本方面會更加靈活，為創新提供更多激勵作用，並減少有關經濟租的分配政治爭論。

### 遊說以取得免費分配
根據研究人員赫本等人（Hepburn et al.）（2006年）的說法，:238–239 "應該預料到業界將會發動強烈遊說，反對任何拍賣的做法"。並指出一經驗事實：雖然企業會傾向反對拍賣排放許可，但經濟學家幾乎會一致建議如此做。《加諾特評論》指出免費分配的複雜性以及所牽涉的大量資金，會導致無生產性的尋租行為和政府遊說，最終將耗費經濟價值。

### 配額發放
排放配額可採免費贈送或是拍賣的方式運作。在前一種情況，政府無碳收入，而在後一種，政府一般可取得許可的全部價值。無論哪種情況，許可的數量都同樣稀缺，對市場參與者而言也同樣有價值。由於私人市場（許可交易）可決定許可的最終價格（在許可用於覆蓋其排放量時），因此無論哪種情況（免費贈送或拍賣），價格都相同。一般人都能理解。
關於免費許可的第二點（通常是"祖父條款"，即按照過去排放量比例發放）經常受到誤解。獲得免費許可的企業將其視為已支付全額。這是因為在兩種（贈送與拍賣）安排下，生產中使用碳的成本相同。透過拍賣許可，成本顯而易見。而於免費許可，這種成本成本是種"機會成本"。由於排放成本通常是種邊際成本（隨著產出而增加），會透過提高產出成本（例如提高汽油或電力成本）而將成本轉嫁。

### 意外之財
免費取得排放許可的企業將以更高的產品價格將機會成本轉嫁。因此，如果它銷售的產品數量與設定排放限額之前相同，而生產技術也沒改進，那麼免費獲得許可的全部價值（按市場價格）將成為意外之財。但當排放限額將產量減少，且經常導致公司承擔將效率提高的成本，意外之財將會低於其所得免費許可的全部價值。
一般而言，如果將許可免費分配給排放者，他們就可從中獲利。但如果他們必須支付全價，或被徵收碳稅，利潤就會減少。如果碳定價恰好等於碳的真實社會成本，那麼長期利潤降低將只反映支付這一新成本的結果。如果支付這一成本是意料之外的，那麼可能會出現一次性損失，這是由於法規的變化而不僅是因為支付實際的碳成本。然而，如果提前預告這項變化，或逐步引入碳定價，這種一次性監管成本將會被最小化。現在已有充足的碳定價提前預告，因而平均而言可將這種成本忽略不計。

## 市場走向

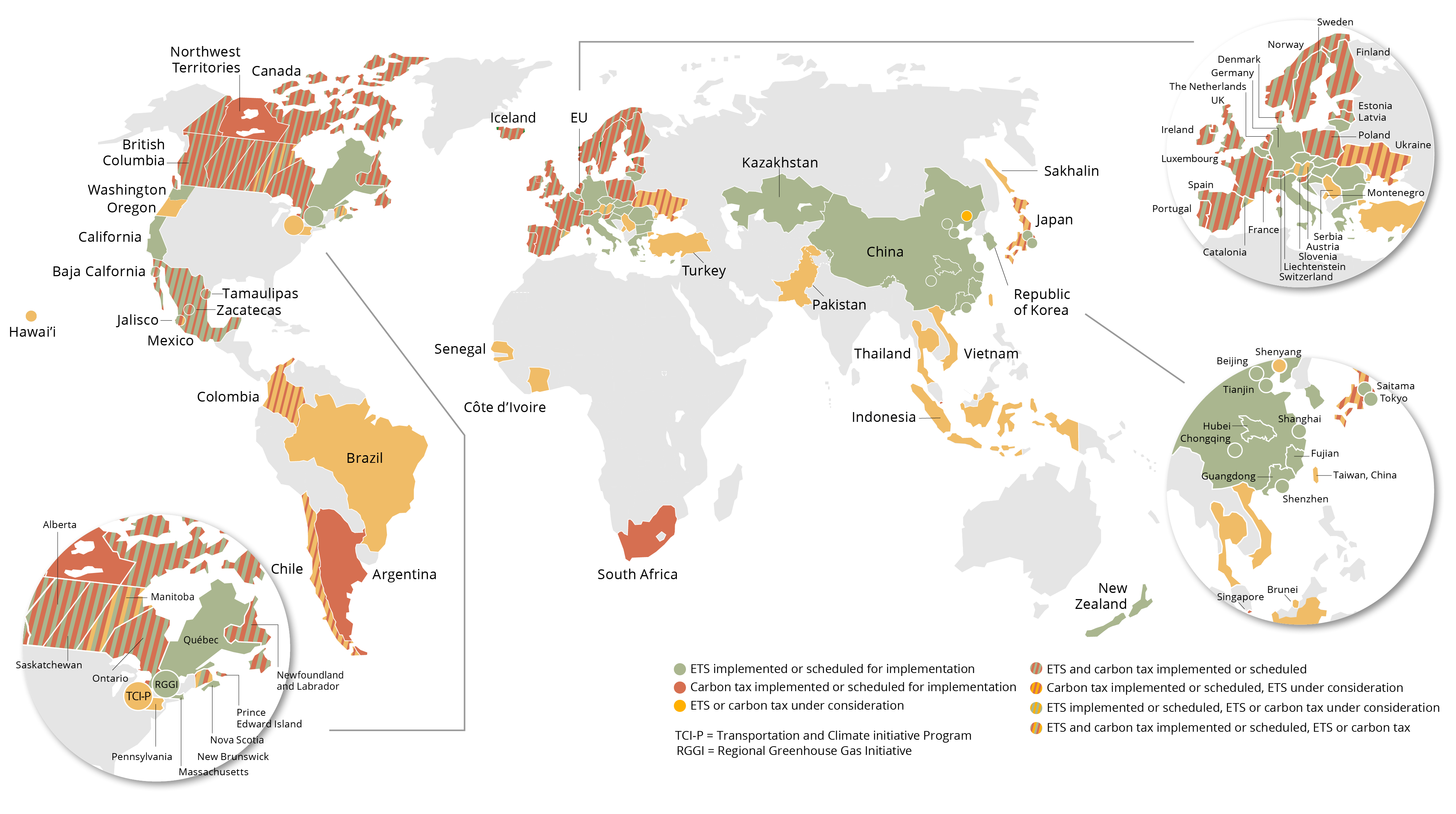
全球各地的碳排放交易及碳稅計畫（2021年）。
已實施或是預定實施碳稅
已實施或是預定實施碳排放交易
考慮實施碳排放交易或是碳稅

隨著中國國家碳交易計畫於2021年啟動，全球排放交易迅速增長。而EU ETS的許可因成本增加導致燃煤發電成本隨之增加。
美國能源經濟委員會 (ACEEE) 於2019年發表的一項研究報告說北美洲正在加強對溫室氣體排放定價的力度。 "除加拿大阿爾伯塔省、英屬哥倫比亞省和美國科羅拉多州波德市實施的碳稅之外，美國加利福尼亞州、加拿大魁北克省、新斯科細亞省以及形成區域溫室氣體倡議（RGGI）的美國東北九個州也實施總量限額與交易計劃。各州和各省目前正在考慮設定排放定價。"

## 業界反應
國際航空運輸協會擁有230家航空公司成員，共佔國際運輸量的93%，該協會的立場是交易應基於"基準"，即根據行業平均水平以設定，而非依據"祖父條款"，即依照個別公司的排放量作設定。它們認為祖父條款"將會懲罰那些儘早採取行動以實現機隊現代化的航空公司，而基準方法如果設計得當，將能獎勵更有效率的營運"。
國際船東於2021年表示他們反對被納入EU ETS。

## 批評

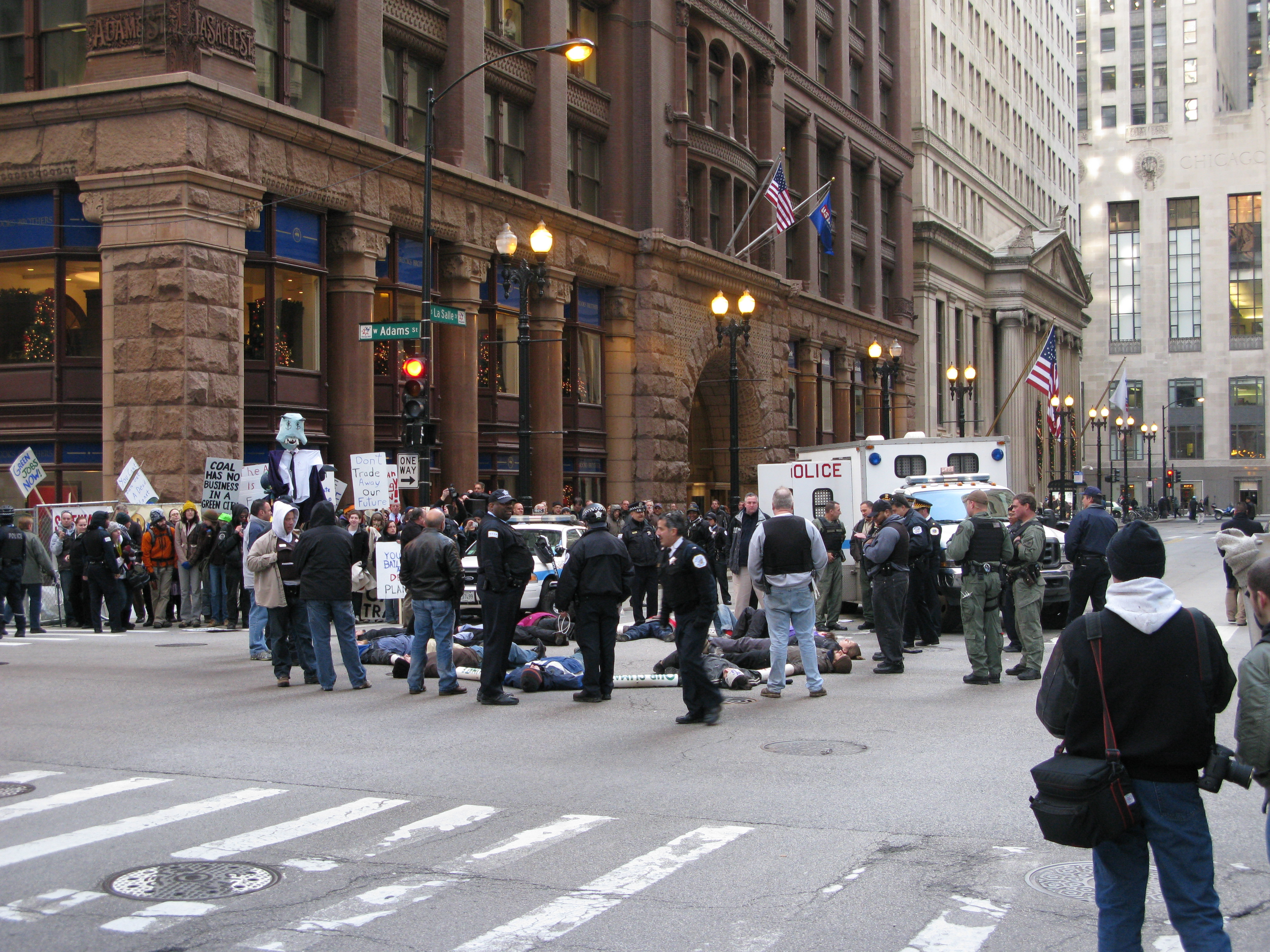
芝加哥氣候正義網絡（Chicago Climate Justice Network）行動者在位於洛普區芝加哥氣候交易所前抗議碳排放限額與交易的立法。

排放交易因多種原因而受到批評。例如研究人員Lohmann（2006年）在科普雜誌《新科學人》中發文指出基於多種原因，應避免將污染配額交易作為氣候穩定政策。首先，應對氣候變化需要比以前實施的污染交易計畫（例如美國二氧化硫市場）進行更徹底的改變。它需要將社會和技術重組以"將大部分未開採的化石燃料安全地留在地下"。當污染最嚴重的企業根據其歷史產量而獲得足夠的碳信用，碳交易計劃往往會讓他們享有"意外之財"。如果有更便宜的碳信用來源（通常可從開發中國家獲得，而這些碳信用可能是由污染者犧牲當地社區的利益而產生），那麼就不可能進行昂貴的長期結構性變革。
對碳交易提出批評的人士認為，這種做法過度強調個人生活方式和碳足跡，而將人們對應對氣候變化所需更廣泛的系統性變化和集體政治行動的注意力轉移。像英國非營利組織Corner House這樣的團體認為通常市場會選擇最簡單的方式，在短期內節省一定數量的碳，此與在較長時期內獲得持續和大規模減排所需的路徑不同，因此市場主導的方法可能會加強對現有技術的鎖定。例如小規模削減通常可透過僅提高一項技術的效率來輕易實現，而較大的削減則需要廢棄該類技術，改採完全不同的做法。他們也認為排放交易正在破壞控制污染的替代方法，而排放交易與這些替代方法並未進行良好結合，這種做法所產生的影響實際上是阻礙對能導致更少污染的技術發生重大變革。 荷蘭環境組織 FERN於2010年9月發布"碳交易：如何運作以及為何引起爭議"的文章，其中匯集許多反對碳交易的論點。
英國《金融時報》發表一篇關於限額與交易體系的文章，認為"碳交易市場造成混亂"並且"......為未能驗證的操弄預留很大的空間"。研究人員Lohmann（2009年）指出，排放交易計劃產生新的不確定性和風險，這些不確定性和風險經由把衍生性金融商品商品化，而創造一個新的投機市場。
中國有些公司開始刻意生產溫室氣體，其唯一目的是回收並獲得碳信用。類似的做法也發生在印度。獲得的信用會出售給美國和歐洲的公司。
為避免限額與交易計劃問題而出現的替代計劃，所提的建議中有限額與分享，（愛爾蘭議會曾於2008年審議該計劃），以及Sky Trust計劃。這些替代計畫指出限額與交易計畫本質上會影響窮人和農村地區的人們，他們在能源消費的選項較少。
碳交易被批評為殖民主義的一種形式，富裕國家維持其消費水平，同時又透過低效工業項目的碳節約而獲得信用。財政資源較少的國家可能會因無力出售足夠的許可去開發工業基礎設施，而讓經濟發展受到抑制。
《京都議定書》所倡議的清潔發展機制因未能充分促進永續發展而受到批評。
另一種對限額與交易計畫的批評是由於一些國家擁有過剩的配額，《京都議定書》中所列的可減排數量有部分可能根本不存在。例如當蘇聯解體後，因經濟崩潰而出現配額過剩。其他國家可從俄羅斯購買這些已不存在的配額，而無法真正將排放減少。反之，這只是排放配額的重新分配。實際上京都議定書締約方確有購買這些剩餘配額的情事。
限額與交易計劃固有的靈活度所引發的複雜性導致這些計劃存有大量政策不確定性。這種不確定性已困擾澳大利亞、加拿大、中國、歐盟、印度、日本、紐西蘭和美國的此類計畫。這種不確定性造成企業幾乎沒創新和遵守的動力，並導致過去二十年中利害相關者間持續發生爭論。
研究人員Lohmann（2006年b）支持"基於正義"和"社區驅動"的傳統監管、綠色稅收和能源政策。根據《碳貿易觀察》（Carbon Trade Watch，2009年）提出的，碳交易曾有過"災難性的紀錄"。EU ETS的有效性也受到批評，有人認為清潔發展機制一貫偏好"對環境無效且對社會不公平的項目"。
美國環保主義者安妮·倫納德於2009年發表的紀錄片《總量控制與交易的故事》(The Story of Cap and Trade) 批評碳排放交易為那些主要污染者提供免費許可，為它們提供不公正的優勢，在碳抵消方面作弊，並分散人們對其他解決方案的探索。

### 碳抵銷
歐洲環境組織FERN的森林活動家Jutta Kill (2006年) 於發表的文章中提出減排抵消不能取代實際減排。 他表示，"透過種植樹木以儲存[碳]是暫時性的做法：樹木很容易因火災、疾病、氣候變化、自然腐爛和採伐而將碳釋放進入大氣中。"

### 許可供應量
監管機構發行太多許可會有把其價格壓得太低的風險，而將受排污許可約束的企業減排的誘因降低。而另一方面，如果發放的許可太少，可能會導致價格過高。這是對具有價格下限（即許可有最低價格）和價格上限（即許可有最高價格）混合工具的爭論。然而有價格上限時會把有特定排放量限制的確定性給消除。

### 許可分配相對於拍賣
如果排放污染者免費獲得排放許可（"祖父條款"），可能成為他們不減排的一個原因，因為減少後會讓他們將來獲得的許可數量減少。
如果將許可拍賣，出售給排放污染者，可將悖謬誘因去除。拍賣是限額與交易體系中分配排放配額的一種方法，由最高出價者取得排放配額。拍賣收入歸政府所有，可用於開發永續技術，或削減扭曲性稅收，而提高整體限額政策的效率。
另一方面，免費分配許可可作為保護國內企業與國外競爭的一項措施。當國內公司與未受相同監管的公司競爭時，就可用到此做法。這種支持免費分配的論點已在EU ETS中實施，被認為會面臨國際競爭風險的行業（例如水泥和鋼鐵生產行業）已獲得免費許可。

### 結構性問題
企業和政府將碳排放交易計畫修改後，被認為會導致洗錢行為發生。所提的觀點是這類銀行之外的金融體系創新，有機會造成相對無人監管的市場交易發生。

### 碳洩漏
截至2021年，全球碳排放交易中有64個碳稅和排放交易體系，覆蓋全球約22%的溫室氣體排放。表示仍有多個成員國尚未批准《京都議定書》，而引起能源密集型行業的擔憂，行業聲稱因其被此類工具覆蓋，會導致競爭力損失。這些公司因而被迫做出導致碳洩漏問題的決策。為減輕碳洩漏及其對環境的影響，政策制定者需協調制定國際氣候政策，並提供激勵措施，以防止公司將生產設施轉移到環境法規更為寬鬆的地區。讓全球企業處於公平競爭環境，在有效應對氣候變化的同時也保持競爭力是件重要的事。

## 歷史
碳排放交易進程於1992年巴西里約熱內盧啟動，當時160個國家同意簽署UNFCCC。細節部分留待締約方與聯合國氣候變化會議 （COP）議定。
於1997年簽署的《京都議定書》是第一個減少溫室氣體排放的主要協議。有38個已開發國家（附件1國家）承諾有實現目標和完成時間表。這種對全球溫室氣體增長的硬性限制，如果僅由各國獨立執行，將會產生巨大成本。
由世界銀行對全球碳交易市場規模的估計為：
單位（二氧化碳百萬公噸）
2005年：718（主要交易市場330，專案交易388）
2006年：1,745（主要交易市場1,134，專案交易611）
2007年：2,983（主要交易市場2,109，專案交易874）

## 按國家/地區舉例

### 澳大利亞
新南威爾斯州政府單方面於2003年制定新南威爾斯州溫室氣體減排計畫，要求發電廠和大型能源消費者購買新南威爾斯州溫室氣體減排證書（NSW Greenhouse Abatement Certificates，NGAC）以達到減排目的。促使由碳信用資助的免費節能螢光燈泡和其他節能措施付諸實施。方案因其減排有效性不足、缺乏透明度以及缺乏於減排額外性的驗證而受到新南威爾斯大學能源與環境市場中心（CEEM）的批評。
當時澳洲總理約翰·霍華德領導的聯合政府和陸克文領導的工黨（反對黨）都在2007年聯邦大選前承諾實施排放交易計畫 (ETS)。工黨贏得選舉後，新政府開始實施碳排放交易體系 - 減少碳污染計劃，得到以麥肯·滕博爾為首的自由黨支持。自由黨籍人士東尼·艾伯特對碳排放交易體系提出質疑，稱減少排放的最佳方法是"簡單的稅負"。在為碳污染減排計劃投票前不久，艾伯特在領導力挑戰中擊敗滕博爾，自由黨自此開始反對碳排放交易體系，最終導致法案被撤回。
工黨籍的朱莉亞·吉拉德在一次領導力挑戰中擊敗陸克文，提出不會徵收碳稅的承諾，而在帶領政府參與2010年大選時將考慮對碳價格進行立法，但由於出現該國於70年來首次發生的懸浮議會結果，工黨政府需要包括澳洲綠黨在內的中立議員支持。綠黨願意支持的一個條件是實施碳價格，吉拉德在組成少數政府後遵守這項承諾。根據所提計劃，固定碳價將在幾年內轉變為浮動價格碳排放交易體系。當政府於2011年2月提出清潔能源法案時，所提的固定價格被定性為一種碳稅，反對者聲稱這已屬違反選舉承諾。
法案最終分別於2011年10月和2011年11月由澳洲眾議院和澳洲參議院通過。自由黨誓言若是重新執政將推翻該法案。該法案最終導致《清潔能源法案》通過，法案的設計具有很大的靈活性，但未來具有不確定性。
於2013年9月選舉勝出的自由黨/國家黨[[聯盟 (澳洲)|]聯盟]信守承諾將前政府的氣候立法推翻。碳稅於2014年7月，以及將於2015年啟動的排放交易計畫 (ETS) 均遭到廢除。

### 加拿大
加拿大魁北克省和新斯科細亞省已開始實施排放交易計畫。魁北克省透過西部氣候倡議，將其排放計劃與美國加利福尼亞州作連結。

### 中國
中國國家碳交易計劃的規模為世界上最大。這是種基於碳排放強度（參見中國溫室氣體排放）的二氧化碳排放交易體系，於2021年開始運作。該系統的初步設計目標涵蓋有1,700個設施，共計有35億噸的二氧化碳排放量。中國在《聯合國氣候變化綱要公約》下自願承諾到2020年將每單位國內生產毛額（GDP）的二氧化碳排放量，會較2005年的降低40-45%。
中國於2011年11月批准在北京、重慶、上海、深圳、天津、廣東省、湖北省7個省或市開展碳交易試點，每個點的交易價格不同。試點計畫的目的在測試水溫，並為不久將來的設計提供寶貴的經驗。
啟動全國貿易體系的工作遭遇一些問題，比預期花費更長的時間才將之解決，主要是在確定污染排放基準的初始資料收集過程中存在複雜性。依照初步設計，首批納入交易體系的產業有化學、石化、鋼鐵、有色金屬、建材、造紙、電力、航空等八個產業，但不少涉及的企業缺乏一致的數據。因此到2017年年底，排放配額的分配已經開始，但僅限於電力行業，而範圍將逐步擴大。在此交易系統中，涉及的企業將被要求達到減排目標，且目標將逐漸更趨嚴格。
中國全國碳交易市場於2021年7月16日啟動後，已形成"1個全國性碳交易市場＋8個碳交易試點市場"的佈局。數據顯示2014年到2021年6月全國共完成碳交易量有24,130.91萬噸，市場於2017年達到交易峰值4,900.31萬噸。自試點開始迄2021年中，碳交易市場交易總額約為58.66億元人民幣。

### 歐盟
本節摘自歐盟排放交易體系。

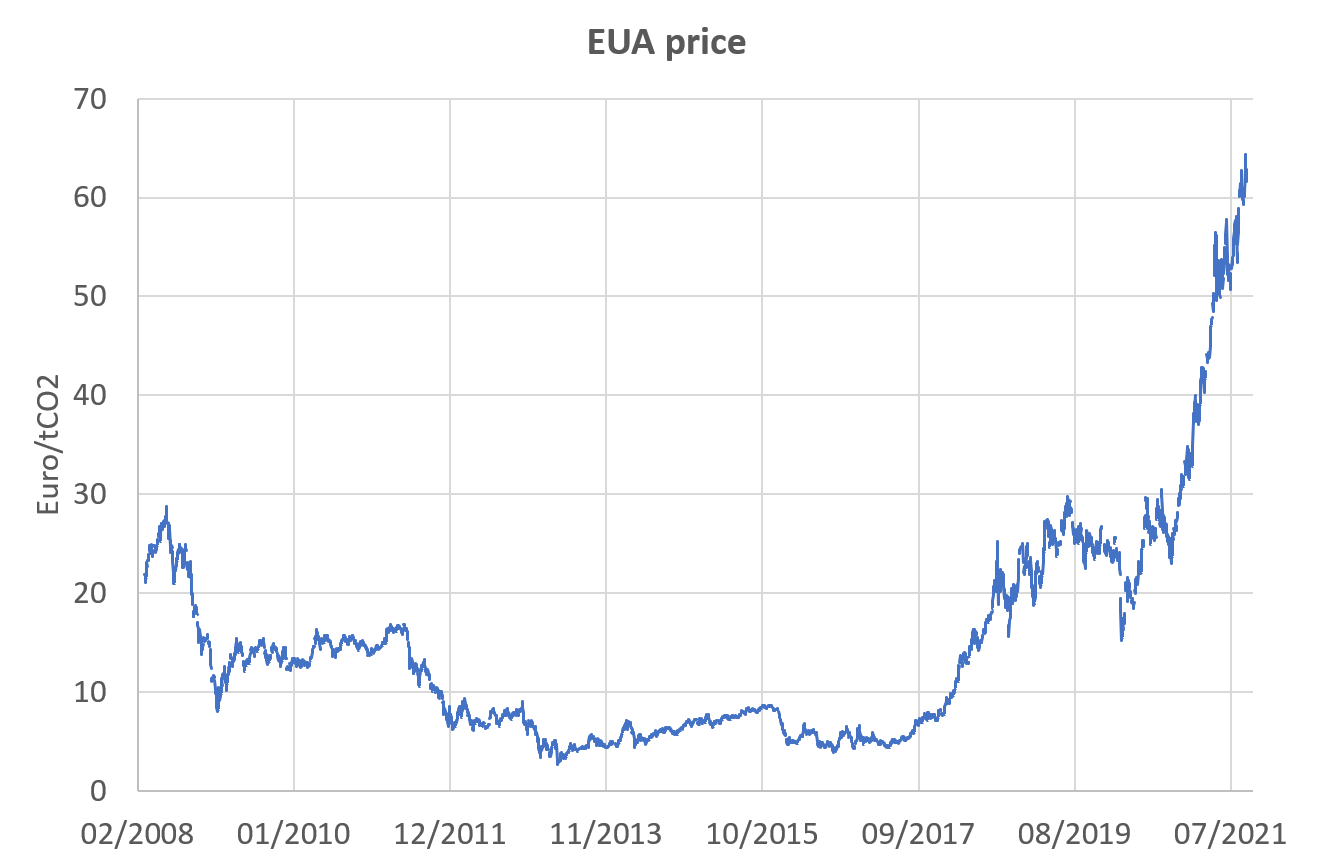
在EU ETS的二氧化碳交易價格排放。

歐盟排放交易體系（EU ETS）是一項限額與交易計畫，於2005年開始，目的在降低歐盟各國的溫室氣體排放。限額與交易計畫限制某一區域內特定污染物的排放，參與公司得在該區域內進行排放權交易。EU ETS涵蓋歐盟溫室氣體排放量中約45%。
此計劃分為四個"交易時期"。第一個交易時期為期三年，從2005年1月到2007年12月。第二個交易時期從2008年1月到2012年12月，與《京都議定書》的第一個承諾時期相符。第三個交易時期從2013年1月持續到2020年12月。擬議的2020年溫室氣體排放上限比2005年首次實施時減少21%。而排放量限額在2014年降至18.12億噸，表示目標已提前六年實現。
第四階段於2021年1月開始，將持續到2030年12月。截至2021年11月，此階段要實現的減排量尚不清楚，因為《歐洲綠色協議》要求收緊目前的2030年減量目標，要比2005年減少43%。歐盟執行委員會在其"Fit for 55"整批計畫中提議將2030年減排目標比2005年降低61%。 
歐盟國家認為排放交易計畫對於實現氣候目標有其必要。強勁的碳市場將可引導投資者和產業從化石燃料轉型。於2020年發表的一項研究報告說儘管EU ETS碳價格設定較低，但已成功減少二氧化碳排放。於2023年發表一項關於EU ETS影響的研究報告顯示2005年至2012年間碳排放量減少10%，而對受監管企業的利潤或就業並無影響。EU ETS交易價格於2023年2月超過100歐元/噸二氧化碳（118美元）。

### 印度
印度的排放交易經過三年的推廣期後，於2014年開始施行，是一項強制性能源效率交易計劃，涵蓋八個部門，佔印度工業能源消耗的54%。印度承諾在2020年將排放強度從2005年的水平減少20%至25%。根據該計劃，年度效率目標將分配給企業執行。能源許可將根據目標年份節省後的能源量發放。
截至2024年2月25日，印度碳信用 (CCT，一噸二氧化碳) 的價格為17.40盧比（約為0.23美元）。
印度於2024年初宣布允許非受強制加入的實體參與該國碳交易計畫，以增強化易市場的活絡程度。

### 日本
日本並無強制性排放交易計畫。鳩山由紀夫內閣於2010年曾計劃推出一項計劃，但在鳩山由紀夫下台後，失去推動力，有部分原因是工業界反對，計畫最終遭到擱置。日本有一自願排放交易計畫。此外，京都府也制定有自願排放交易計畫。
然而東京市和埼玉縣兩地有強制性計畫。東京市消耗的能源相當於"整個北歐國家的能源消耗量，該市的GDP相當於世界第16大國家的"。
於2010年4月出台的限額與交易碳交易計畫將該市前1,400名排放者涵蓋在內，由東京都廳執行和監督。第一階段與日本的自願交易計畫類似，持續到2015年。排放者必須根據自身歸類將排放量減少6%或是8%；從2011年起，超出限額的單位必須購買配套配額，或投資可再生能源證書，或抵消小型企業或分支機構發放的碳信用。不遵守規定的污染者將被處以最高50萬日圓的罰款，外加購買超額排放量1.3倍的碳信用。第四年，排放量比基準年的降低23%。在第二階段（2015年-2019年財政年度），減排目標預計將增加至15-17%。目標是到2020年將該市的碳排放量較2000年的降低25%。
東京推出限額與交易計畫一年後，鄰近的埼玉縣也推出高度相似的計畫。此兩個計畫間有關聯性。

### 紐西蘭

NZ ETS下"紐西蘭單位(NZU)"的價格走勢。

本節摘自紐西蘭排放交易計畫。
紐西蘭排放交易體系（NZ ETS）是一項全部溫室氣體部分覆蓋、無上限的國內排放交易計劃，具有價格下限、森林抵消、排放單位免費分配和拍賣等特點。
NZ ETS於2008年9月在紐西蘭第五屆工黨政府領導下的《2008年氣候變化因應（排放交易）修正案》中首次立法，並由紐西蘭第五屆國家政府於2009年11月和2012年11月進行修訂。
NZ ETS在2015年之前一直與國際碳市場高度聯繫，因為它允許無限制進口大部分《京都議定書》排放單位。國內排放單位"紐西蘭單位(NZU)"，最初是透過免費分配給排放者，於2020年開始拍賣。1NZU相當於1噸二氧化碳。免費分配的單位因部門而異。商用漁業部門（非參與者）根據歷史紀錄獲得一次性免費分配。擁有1990年之前即存在森林的單位獲得固定數量的免費配額。排放密集型產業的免費配額是根據產出強度而提供，沒設定數量限制。分配給符合資格排放者的數量是基於定義的"活動"內每單位產出的平均排放量。研究人員Bertram與Terry（2010年）於報告中指出，由於NZ ETS未對排放設定"限額"，因此並非經濟學文獻中所理解的限額與交易計劃。
一些利益相關者批評紐西蘭排放交易計劃慷慨且免費給予排放單位和缺乏碳價格連結，並無減少排放方面的效果。

### 韓國
韓國國家排放交易計畫於2015年1月1日正式啟動，包括23個產業中的525個實體，涵蓋該國排放量約三分之二。韓國排放交易計畫是該國到2020年將溫室氣體排放量減少30%目標中的一項。

### 英國
本節摘自英國排放交易計畫。
英國排放交易計畫（UK ETS）是種限額與交易計畫，於英國脫歐後在2021年1月1日開始實施。限額降低方式符合英國於2050年達到淨零排放的承諾。

### 美國
美國截至2017年還沒有全國性的排放交易計畫。由於此項計劃未能獲得國會批准，巴拉克·歐巴馬總統轉而通過美國國家環境保護局（EPA）嘗試通過制定規則，採用不包含排放交易的清潔能源計劃。該計劃隨後遭到接續的唐納·川普總統政府的挑戰。
美國東岸和西岸的幾個州因擔心聯邦政府缺乏行動，自行制定地方性限額與交易計劃。
歐巴馬總統在其提出的2010年美國聯邦預算中希望透過出售溫室氣體排放信用產生收入，於十年投資150億美元來支持清潔能源發展。根據擬議的限額與交易計劃，所有溫室氣體排放信用都將被拍賣，預計在2012財務年度產生787億美元的收入，到2019財務年度穩步增加到830億美元。但此提案最終並未成為法律。
《美國清潔能源與安全法案》（H.R. 2454）是一項溫室氣體限額與交易法案，於2009年6月26日在美國眾議院以219票對212票通過。該法案源於眾議院能源和商業委員會，由眾議員Henry A. Waxman和Edward J. Markey提出。由科氏工業集團的大衛·科赫（David Koch）和查爾斯·科赫（Charles Koch）兄弟資助的政治倡導組織"FreedomWorks"和"美國繁榮"鼓勵茶黨運動集中力量挫折此立法。透過共和黨人林賽·葛瑞姆、獨立黨派人士、前民主黨人喬·李伯曼以及民主黨人約翰·凱瑞的努力，此法案也在美國參議院中獲得重要支持，但最終仍遭到否決。

### 台灣
臺灣的《氣候變遷因應法》於2023年2月15日公布施行，目標為於2050達到淨零排放目標。臺灣碳權交易所（簡稱碳交所）於同年8月7日舉行揭牌儀式，目的為服務企業減碳及碳中和需求。
臺灣碳權交易所的國際碳權交易平台於2023年12月22日上線，八大交易規則包括僅限本國法人採購、買進後僅可持有、註銷或移轉、不能在於碳交所平台轉售、交易單位為1噸二氧化碳當量、交易貨幣為美元及買方購買碳權後僅能持有、註銷或移轉至買方國際碳權核發機構的帳戶，不得再於碳交所平台轉售等。臺灣的碳交所背負的是政策責任，目的是協助企業減碳、確保碳權交易公平且透明，因而規則與國際上的不盡相同。
臺灣本身的碳權交易也預定於2024年啟動。

## 全球碳交易市場
全球碳交易市場在氣候變化減緩方面可發揮重要作用。 《巴黎協定》為創建此類市場提供有法律基礎。EU ETS的規則包括有與其他交易系統連接的可能性。EU ETS已與瑞士排放交易體系（Switzerland emissions trading system）建立連結。中國表達支持建立一全球性碳交易市場，稱這種全球性的做法將會較歐盟碳邊境調整機制為優。
全球碳交易市場於2023年的交易金額為9,487.5億美元。預計於2028年將會達到2.68兆美元，於2050年將會達到22兆美元。

## 社會與文化

### 輿論
於美國進行的大多數民意調查中顯示排放交易（通常稱為限額與交易計畫）得到相當多人的支持，這種支持可從《華盛頓郵報》/ABC新聞、巴西輿論與統計學院和耶魯大學進行的民意調查中看出。根據美國非營利計畫PolitiFact提出的報告，認為排放交易在美國不受歡迎是對其有誤解的緣故，因為巴西輿論與統計學院和拉斯穆森報導早期從事的民意調查，在問卷中誤導性將其作為一種"新稅"（而稅收不屬於排放交易的一部分），或是一些民調將排放交易描述成會造成能源成本上升的緣故。

## 進一步閱讀
- Constanze Haug; Michel Frerk; Marissa Santikarn. . adelphi. 2015  [11 June 2015]. （原始内容存档于2015-06-13）.
- Camille Serre;  et al. . International Carbon Action Partnership, ICAP. 2015  [14 March 2015]. （原始内容存档于2015-09-10）.
- Yujie Lu; Qingbin Cui; Xinyuan Zhu. . Building and Environment (Elsevier Ltd.). 2012, 49: 259–269. doi:10.1016/j.buildenv.2011.10.002.
- DuPont, Kyle.  (PDF). World Bank. 2010  [2012-11-22]. （原始内容存档 (PDF)于2016-03-03）.

## 外部連結
- C. Haug, M. Frerk and M. Santikarn: Towards a global price on carbon: Pathways for linking carbon pricing instruments. Berlin: adelphi 2015 （页面存档备份，存于）
- Emissions Trading Worldwide: International Carbon Action Partnership (ICAP) Status Report 2015 （页面存档备份，存于）
- "The Making of a Market-Minded Environmentalist" （页面存档备份，存于）, article by Fred Krupp in Strategy+Business (registration reqd) that articulates some of the reasoning and history behind emissions trading in California
- The Stern Review on the economics of climate change （页面存档备份，存于） – Chapters 14 and 15 have extensive discussions on emission trading schemes and carbon taxes
- Carbon Trading – How it works and why it fails, published November 2009 by Dag Hammarskjöld Foundation: A booklet on various Emissions Trading Schemes (CDM, REDD, ETS) with case studies from Indonesia, Brazil, Thailand and India.
- Chandler: More Flexibility Needed for Effective Emissions Cap-and-Trade Policy Council on Foreign Relations
- Green Structured Products are likely to Proliferate piece by Edmund Parker and Nicole Purin, Mayer Brown, published in Financial News, 3 December 2007
- Emissions Trading and CDM – International Energy Agency